# I cacciatori cacciati
I cacciatori cacciati (Squatter's Rights) è un film del 1946 diretto da Jack Hannah. È un cortometraggio animato in technicolor della serie Mickey Mouse, prodotto dalla Walt Disney Productions e uscito negli Stati Uniti il 7 giugno 1946, distribuito dalla RKO Radio Pictures. Il corto venne candidato per l'Oscar al miglior cortometraggio d'animazione ai Premi Oscar 1947. A partire dagli anni novanta è più noto come Due scoiattoli dispettosi.

## Trama
Cip e Ciop vivono nella stufa della baita di Topolino e Pluto. Quando arrivano Topolino e Pluto, quest'ultimo scopre subito la presenza degli scoiattoli, dopodiché i padroni di casa tentano di accendere il fuoco nella stufa, ma Cip e Ciop fanno fallire tutti i loro tentativi. Più tardi Topolino se ne va, e Pluto li insegue per tutta la baita. A un certo punto Pluto incastra per sbaglio il naso in un fucile. Lui cerca di togliere il naso dall'arma, ma appena ci riesce, cade a terra insieme a essa. Mentre è stordito, Cip e Ciop gli versano addosso del ketchup. Topolino, che aveva sentito lo sparo del fucile, rientra subito e trova Pluto a terra con sopra il ketchup e, credendo che sia sangue, pensa che Pluto sia morto. Pluto si risveglia, e crede lui stesso di essere gravemente ferito. Così Topolino corre fuori dalla baita insieme a Pluto, e i due scoiattoli scoppiano a ridere.

## Distribuzione

### Edizioni home video

#### VHS
- VideoParade vol. 16 (aprile 1994)[1]

#### DVD
Il cortometraggio è incluso nel DVD Walt Disney Treasures: Pluto, la collezione completa - Vol. 1.